# 全民飞机大战
《全民飞机大战》是由腾讯开发的一款飛行模擬遊戲，前身是在微信游戏中心上線的《经典飞机大战》（俗稱《打飛機》），2014年1月改版為《全民飞机大战》，並先後登陸Android和iOS平台。

## 玩法
《经典飞机大战》是傳統的豎版飛行模擬遊戲玩法，玩家需要控制飛機閃避前方靠近的敵機，在觸碰到其他飛機就遊戲結束。玩家每天進行遊戲的次數有限制，在用完自身次數後可以向朋友索要遊玩次數或者等待遊戲刷新。玩家的遊戲進程中會獲得積分，遊戲還設置通關排行榜，以玩家和玩家微信朋友獲得的積分進行排名。微信5.1版本，遊戲增加了付費模式，可以付費獲得復活的次數。
升級後的《全民飞机大战》，主要玩法沿襲了前作，本作敵機自動進行攻擊，玩家在前進的同時，需要閃避敵人的各種攻擊。玩家控制飛機的類型增加到四種還有兩個僚機設計，控制飛機可以升級生命值和戰鬥力，還可以和遊戲中好友的戰機進行合體，提高戰鬥力。在後續的更新中，遊戲增加了玩家對戰和合作闖關模式，2017年推出「飞行团」、「飞行团红包」、「结交师徒」等社交玩法。

## 開發及發行
《经典飞机大战》由微信開發團隊的一位成員用一週時間完成開發工作，遊戲是使用HTML5開發的網頁手機遊戲。微信在2013年8月5日發佈5.0版本，軟件更新後用戶在啟動微信時都必須通關一次小遊戲《经典飞机大战》才能使用微信，遊戲後續遊玩經由新推出的微信游戏中心開啟。這種發行方式在當時擁有4億用戶的微信中引起大量用戶和媒體的關注，由於遊戲啟動畫面是「飞机大战」，導致媒體的報道大多使用「飞机大战」稱呼該遊戲，而騰訊旗下媒體報道則以「打飞机」稱呼該遊戲。受到媒體報道的影響，部分不了解遊戲發行方式的玩家前往App Store尋找遊戲，結果是《打飞机》《2012飞机大战》這類同名作品衝上App Store游戏免费排行榜的前十。
遊戲的流行超出了騰訊的預期，在審視了同名作品在App Store的商業表現後，騰訊決定製作遊戲的升級版，並剝離微信成為獨立應用軟件。新專案《全民飞机大战》在同年8月下旬開啟，腾讯光速工作室和《经典飞机大战》開發者負責開發工作，庄元擔任遊戲製作人。專案使用了敏捷軟件開發模式，開發團隊平均每天构建8.5次，每次完成构建都組織小規模的遊戲測試，遊戲上線後保持平均每天5次构建。為了集合足夠的開發人手，同年10月騰訊還取消了郑映雄負責的一個遊戲專案，將郑映雄的團隊加入到《全民飞机大战》的開發上，開發團隊也擴大到50多人，專案從立项到上線耗時112天。遊戲由前作單一的黑白灰配色改為色彩豐富的卡通風格，並增加了火山、叢林等不同場景。遊戲的目標人群是年輕和少兒一代，所以遊戲角色的設計風格主要是萌系和酷帅；後來開發團隊進行調查發現遊戲受眾以80後為主，角色設計風格大幅修改，加入古希臘元素、《西遊記》和《三國演義》等角色。
2014年1月1日，《全民飞机大战》的安卓版本正式獨家登陸腾讯应用宝平台。1月9日上架App Store。5月，腾讯互娱市场部在中國大陸多個城市開展系列線下互動活動推廣《全民飞机大战》，如在北京地鐵是Kinect體感互動，在上海浦東機場是擴增實境等。2017年5月6日，《全民飞机大战》聯合广东省珠海市爱飞客俱乐部推出綜藝節目「真正飞行团，捍卫我们的荣誉领空」。

## 反響及評價
2013年8月5日，遊戲上線後就在中國大陸網絡平台上成為熱門話題，當日下午就出現遊戲外掛。《楚天金报》記者在同月9日調查發現，在淘寶上有900個店家提供代練服務，幫助玩家在遊戲中獲得高分，在好友排行榜上佔據高位。
遊戲升級版《全民飞机大战》在App Store發佈首日，登上中國大陸App Store排行榜首位。根據App Annie的2015年第一季度的報告，《全民飞机大战》的活躍用戶數是中國大陸iPhone平台上前十。遊戲在2015-2016年期間多次登上App Store暢銷榜首位。
遊戲媒體和遊戲業人士對《经典飞机大战》本身的評價普遍負面，並認為遊戲造成的熱潮很快就會消退，丝路游戏公司产品经理在接受《北京晨报》採訪時批評「打飞机这款游戏本身没有品质可言」，遊戲火爆是因為微信更新後強制載入遊戲，加上遊戲社交屬性，導致「短期火爆」。 开心网時任首席執行官程炳皓評價遊戲「非常蹩脚」，但是在微信非常流行，代表移动休闲社交游戏在未來有很大的發展空間，網頁遊戲流行的社交遊戲「在移动时代的复活，并非没有可能」。手游网指出遊戲流行的重要因素是「搶佔先機」，《经典飞机大战》作為微信游戏平台首階段推出的兩款遊戲，「玩家新鲜感强，投入的热情高」。
《经典飞机大战》的升級版《全民飞机大战》由於較好的市場表現也獲得遊戲媒體的關注，游戏大观編輯指出騰訊開發《全民飞机大战》過程中很明顯參考了Kakao和LINE上的同類作品，遊戲發佈時和當時同類作品相比「似乎并不具备明显的优势」。游戏大观也稱讚遊戲後續開發中增加了多種玩法，得以保持對玩家的「新鲜感和吸引力」。GameRes游资网編輯認為《全民飞机大战》商業上的成功有不少「不可复制的因素」，但是「玩法的制定和运营的执行对整个手游行业来说都有着重要的借鉴意义」。

## 外部連結
- 官方网站 （简体中文）